# Kela Khera
Kela Khera é uma cidade e uma nagar panchayat no distrito de Udham Singh Nagar, no estado indiano de Uttaranchal.

## Demografia
Segundo o censo de 2001, Kela Khera tinha uma população de 7783 habitantes. Os indivíduos do sexo masculino constituem 53% da população e os do sexo feminino 47%. Kela Khera tem uma taxa de literacia de 34%, inferior à média nacional de 59.5%: a literacia no sexo masculino é de 43% e no sexo feminino é de 24%. Em Kela Khera, 22% da população está abaixo dos 6 anos de idade.